# Rolls-Royce Silver Shadow
O Rolls-Royce Silver Shadow é um sedan de porte grande da Rolls-Royce produzido na Inglaterra entre 1965 e 1980. 
O modelo Silver Shadow foi uma resposta dos fabricantes para o boato que a Rolls-Royce não estava acompanhando o design da era moderna, então este modelo foi a transição para a inovação e modernidade da marca. 
Foi o primeiro Rolls-Royce com chassis monocoque, seus detalhes luxuosos no interior acompanharam todos os modelos ate então, por esse motivo foi o Rolls-Royce mais vendido com mais de 29 mil unidades fabricadas para ricos e famosos mundo a fora. Sua fabricação durava em media 3 meses, na época a fabrica da Rolls-Royce Motors Cars contava com apenas 25 mecânicos que montavam o veiculo, por esse motivo ficou conhecido como o carro feito à mão. 

## Galeria de fotos

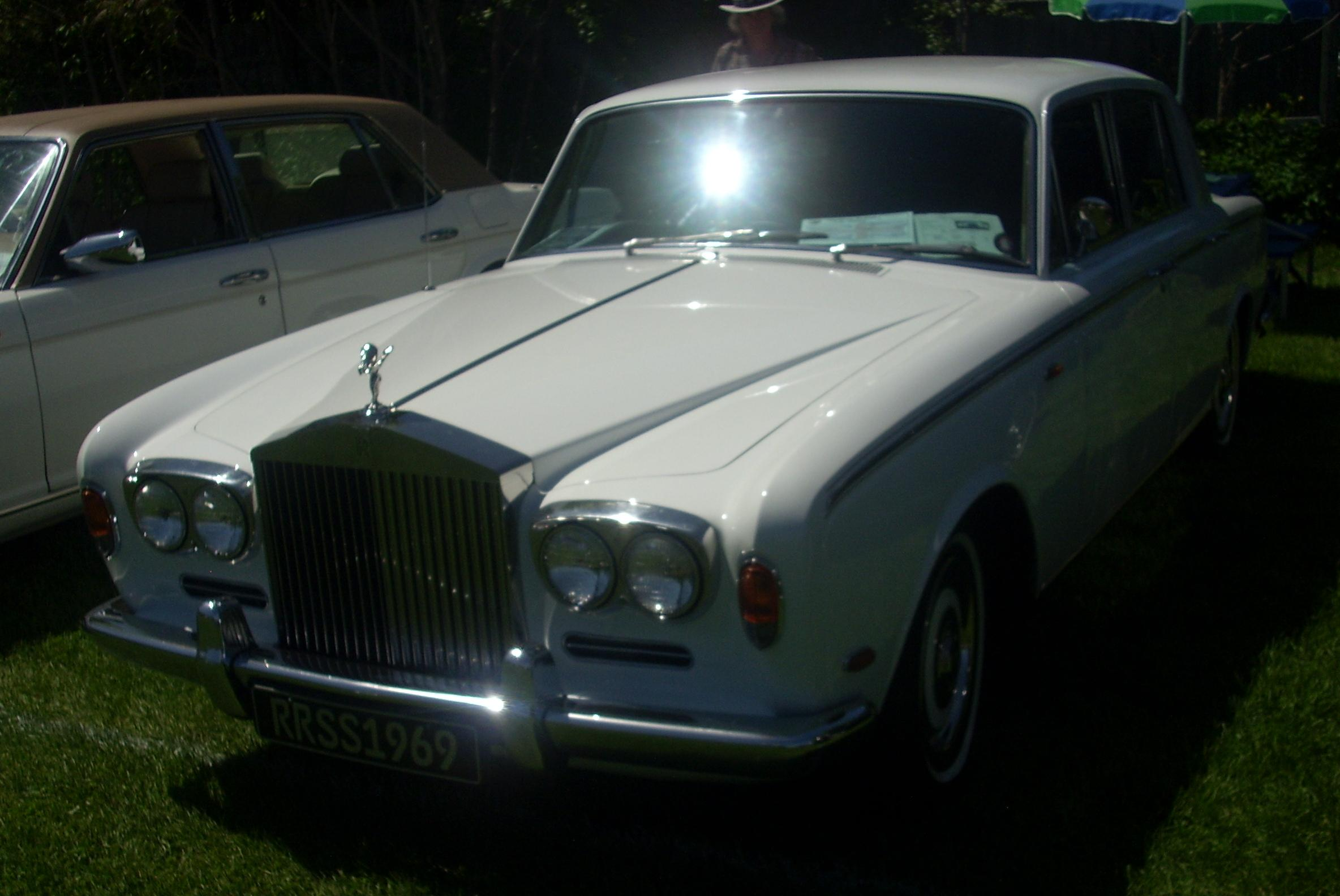
1969 Rolls-Royce Silver Shadow (North America)
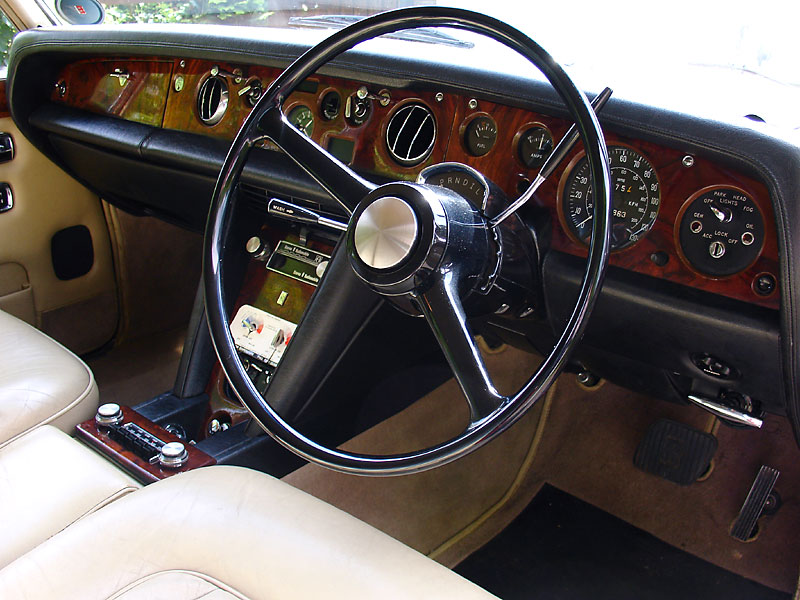
1972 Silver Shadow, interior view
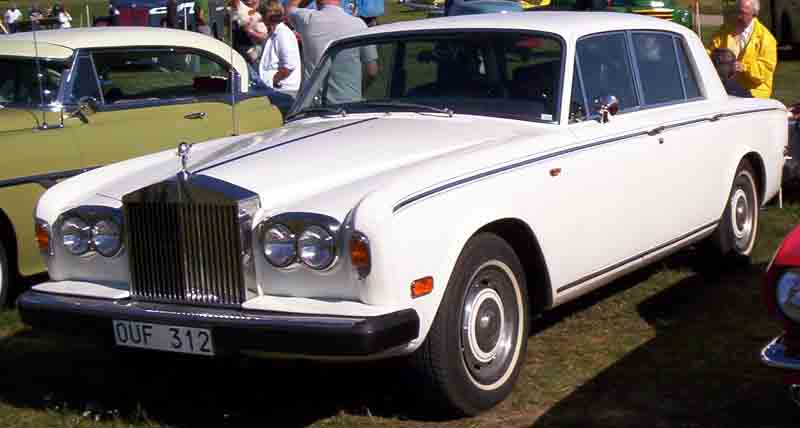
Rolls-Royce Silver Shadow 4-Door Saloon 1974
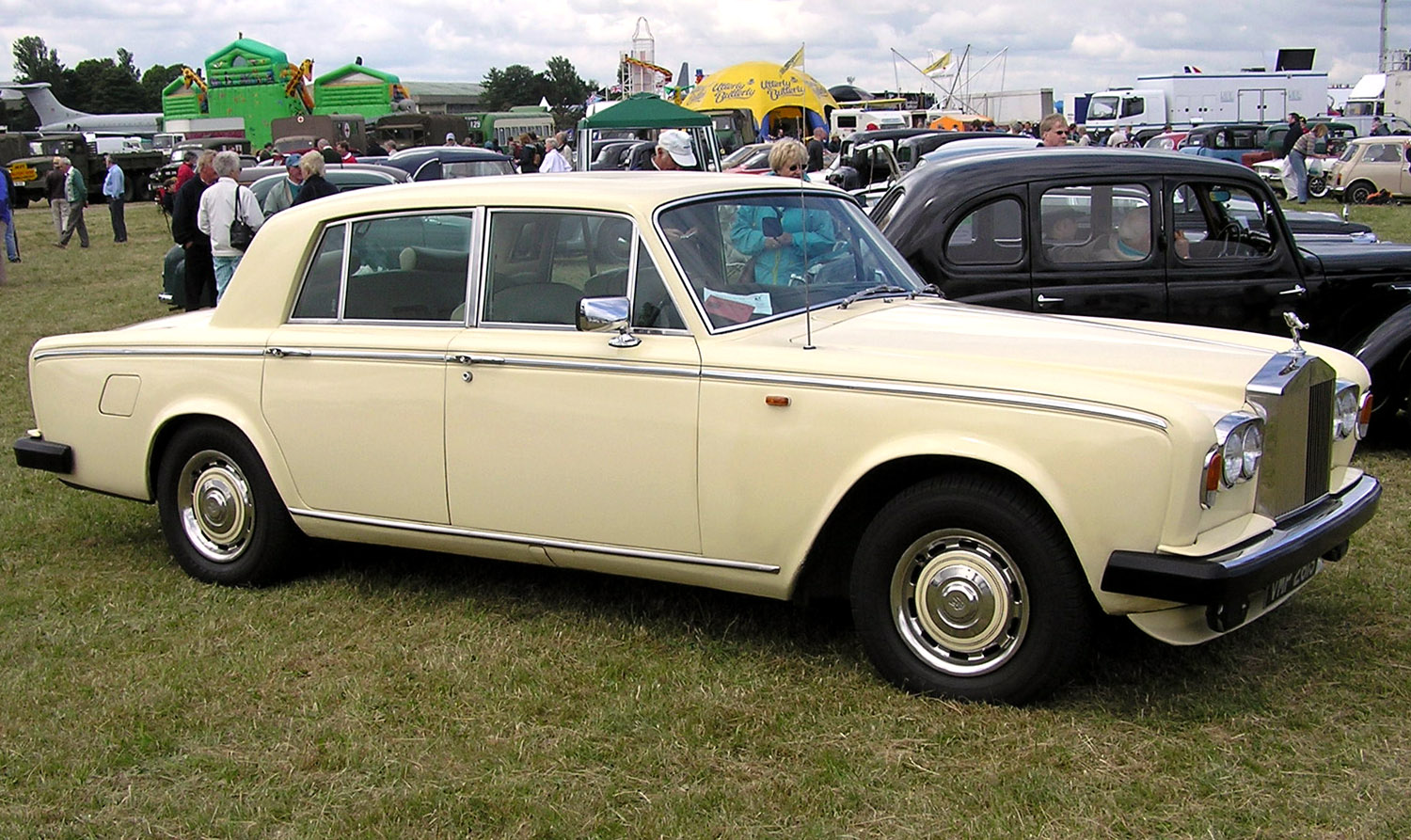
1977 Silver Shadow II
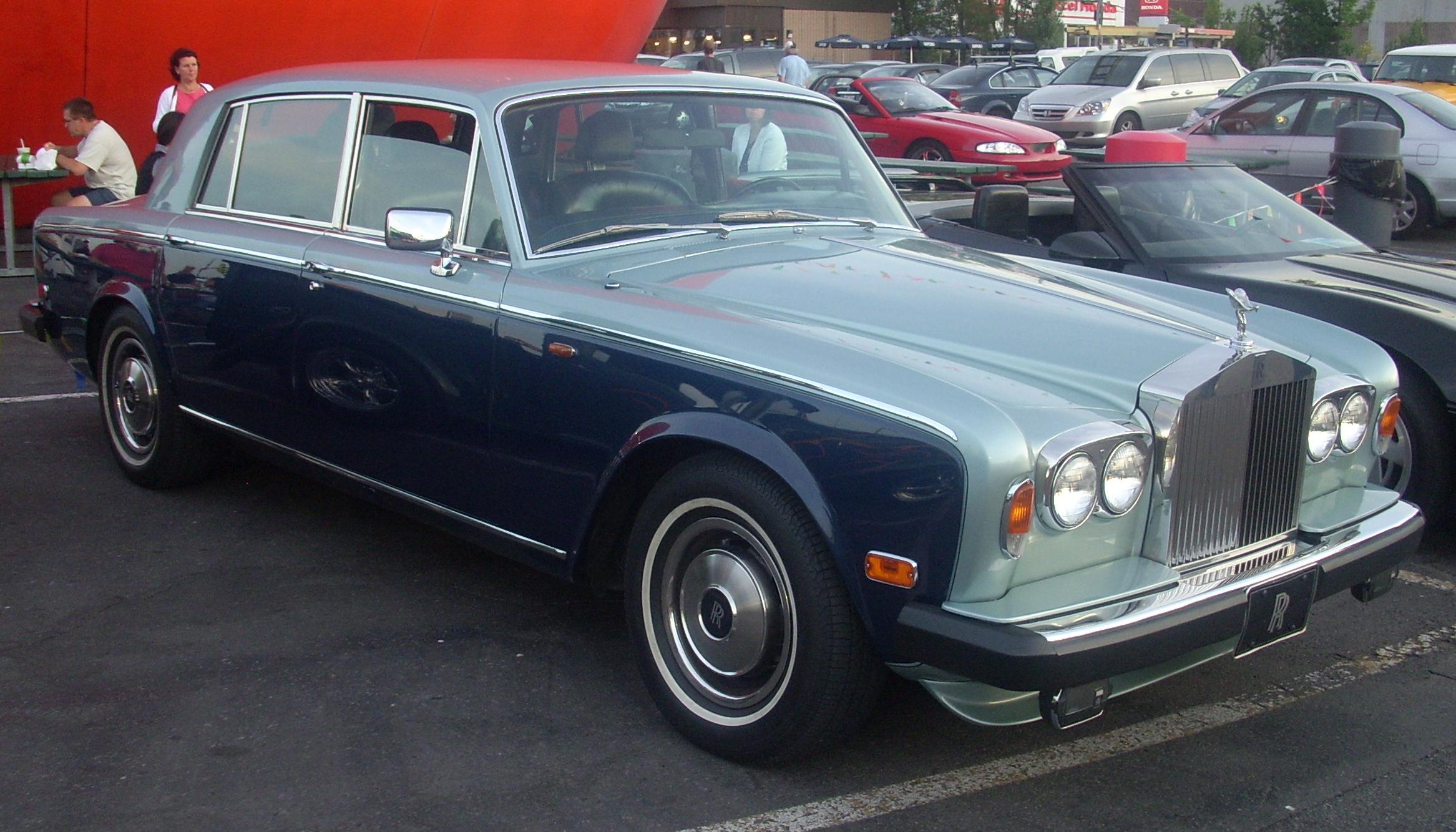
Rolls-Royce Silver Wraith II (North America)
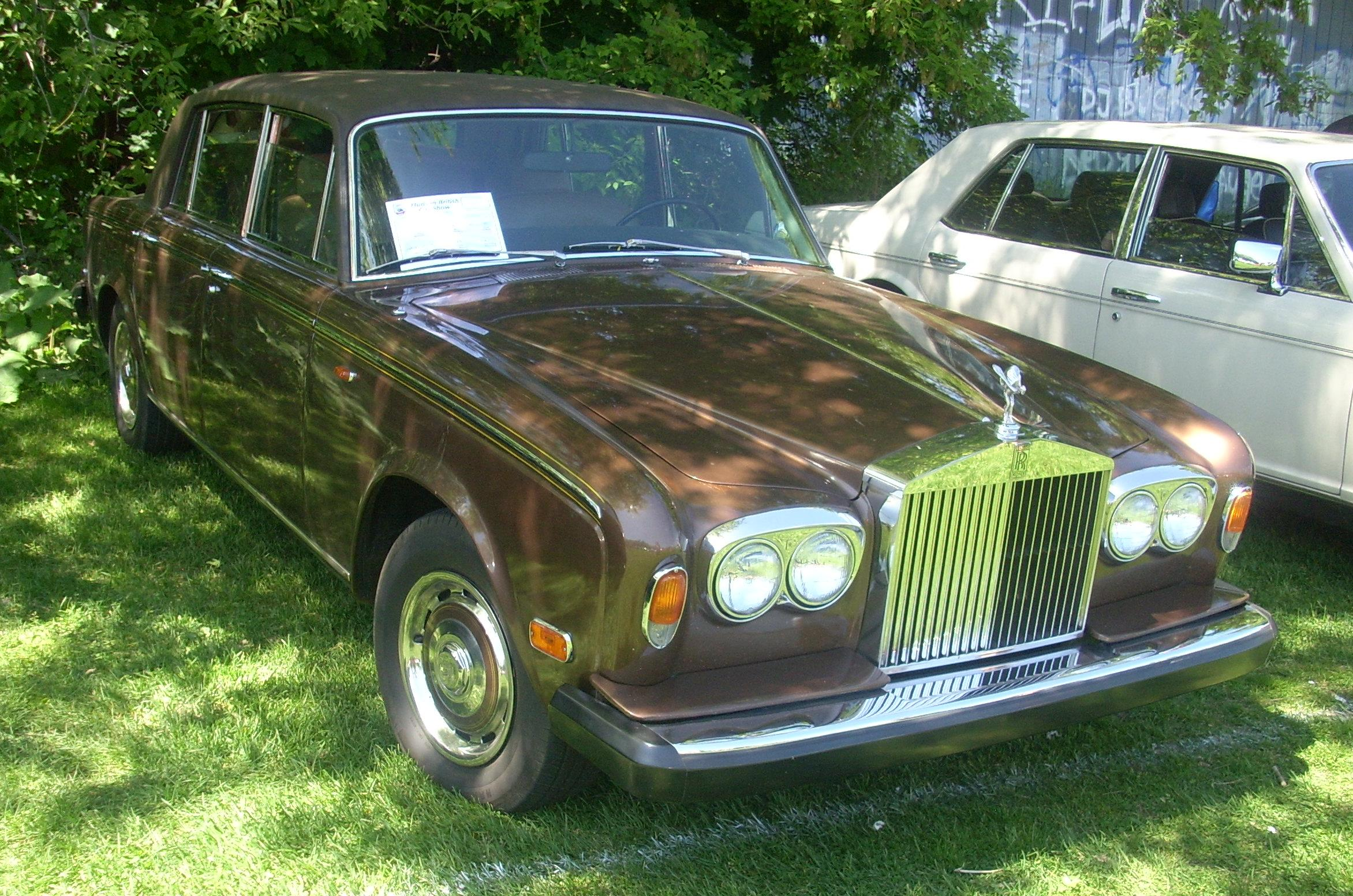
1975 Rolls-Royce Silver Shadow (North America)